# Пјан дел Весково (Белуно)
Пјан дел Весково (итал. Pian del Vescovo) је насеље у Италији у округу Белуно, региону Венето.
Према процени из 2011. у насељу је живело 121 становника. Насеље се налази на надморској висини од 461 м.